# Niaboma grisea
Niaboma grisea är en fjärilsart som beskrevs av Butler 1878. Niaboma grisea ingår i släktet Niaboma och familjen nattflyn. Inga underarter finns listade i Catalogue of Life.